# Không phải lúc chết
Không phải lúc chết (tựa gốc tiếng Anh: No Time to Die) là một bộ phim điện ảnh Anh – Mỹ thuộc thể loại hành động – gián điệp – giật gân công chiếu năm 2021 và là phần phim thứ 25 trong loạt phim James Bond do Eon Productions sản xuất, với sự góp mặt của Daniel Craig trong lần thứ năm và cũng là lần cuối cùng anh thủ vai điệp viên MI6 hư cấu người Anh James Bond. Phim do Cary Joji Fukunaga làm đạo diễn dựa trên kịch bản được Neal Purvis, Robert Wade, Fukunaga và Phoebe Waller-Bridge chấp bút. Léa Seydoux, Ben Whishaw, Naomie Harris, Jeffrey Wright, Christoph Waltz, Rory Kinnear và Ralph Fiennes tiếp tục đảm nhiệm các vai diễn của họ từ những tác phẩm trước, ngoài ra còn có sự tham gia diễn xuất của Rami Malek, Lashana Lynch, Billy Magnussen, Ana de Armas, David Dencik và Dali Benssalah. Trong phần phim này, Bond đã rời khỏi hoạt động của MI6 và được CIA chiêu mộ để tìm kiếm một nhà khoa học bị bắt cóc, dẫn đến cuộc đối đầu với kẻ thủ sừng sỏ và đầy lòng thù hận được trang bị công nghệ có khả năng giết chết hàng triệu người.
Bắt đầu phát triển vào năm 2016, đây là bộ phim Bond đầu tiên được Universal Pictures phân phối, hãng đã mua lại quyền phân phối quốc tế sau khi hợp đồng với loạt phim của Sony Pictures hết hạn hậu phát hành Spectre vào năm 2015. United Artists Releasing giữ bản quyền cho khu vực Bắc Mỹ, cũng như các bản quyền về kỹ thuật số và truyền hình trên toàn thế giới; còn Universal giữ bản quyền trên toàn thế giới đối với phương tiện truyền thông tại gia. Danny Boyle ban đầu được chọn làm đạo diễn và đồng biên kịch cùng với John Hodge. Cả hai đều đã rời khỏi dự án vào tháng 8 năm 2018 do sự khác biệt về ý tưởng sáng tạo, rồi Fukunaga được công bố là người thay thế Boyle một tháng sau đó. Hầu hết các diễn viên đều đã ký hợp đồng trước tháng 4 năm 2019. Buổi quay phim chính diễn ra từ tháng 4 đến tháng 10 cùng năm. Billie Eilish biểu diễn ca khúc chủ đề "No Time to Die", trong khi Hans Zimmer đảm trách việc soạn nhạc phim.
Sau khi bị trì hoãn do sự ra đi của Boyle rồi kế đến là đại dịch COVID-19, Không phải lúc chết đã được công chiếu trên toàn cầu tại Royal Albert Hall ở Luân Đôn vào ngày 28 tháng 9 năm 2021. Phim được phát hành ở các rạp phim vào ngày 30 tháng 9 năm 2021 tại Anh Quốc, ngày 8 tháng 10 năm 2021 tại Mỹ và ngày 31 tháng 12 năm 2021 tại Việt Nam. Tác phẩm nhận được những đánh giá tích cực và thu về hơn 774 triệu USD trên toàn thế giới, trở thành bộ phim có doanh thu cao thứ tư năm 2021. Ngoài ra, tác phẩm còn đạt được một số thành tích phòng vé khác, bao gồm việc trở thành bộ phim có doanh thu cao thứ ba mọi thời đại ở Anh Quốc. Không phải lúc chết nhận được ba đề cử tại giải Oscar lần thứ 94, giành giải Ca khúc trong phim hay nhất cũng như gặt hái được nhiều giải thưởng khác.

## Nội dung
Madeleine Swann thuở nhỏ đã chứng kiến mẹ mình bị Lyutsifer Safin sát hại, nhằm trả thù cho việc cả gia đình Safin bị cha của Swann là Mr. White hạ sát theo lệnh của Ernst Stavro Blofeld. Swann bắn gục Safin và kéo hắn ta ra ngoài. Khi Safin đột nhiên tỉnh lại, Swann chạy trốn qua một hồ nước đóng băng gần đó, và Safin đã cứu cô khỏi chết đuối sau khi cô ngã xuống lớp băng.
Ở hiện tại, sau khi Blofeld bị bắt, Swann đang ở Matera cùng với James Bond. Cô yêu cầu Bond đến thăm mộ của người yêu cũ Vesper Lynd ở gần đó, tại đây anh thoát chết trong gang tấc sau một vụ nổ được thực hiện bởi các đặc vụ Spectre do Primo cầm đầu, mỗi một tên lính đánh thuê đều sở hữu con mắt sinh học. Bond và Swann trốn thoát khỏi sự truy đuổi gắt gao của Primo và đồng bọn, nhưng anh tin rằng Swann đã phản bội mình, từ đó khiến Bond dù không muốn nhưng buộc phải chấm dứt mối quan hệ giữa hai người.
Năm năm sau, các đặc vụ Spectre đã bắt cóc nhà khoa học MI6 Valdo Obruchev từ một phòng thí nghiệm ở Luân Đôn, người đang bí mật làm việc cho Safin và đánh cắp Dự án Heracles, một loại vũ khí nanobot được lập trình để nhắm mục tiêu vào DNA của một cá nhân cụ thể được phát triển dưới sự giám sát của M. Đã nghỉ hưu và sinh sống ở Jamaica, Bond được đồng minh CIA Felix Leiter và đặc vụ Bộ Ngoại giao Logan Ash bắt liên lạc, họ yêu cầu Bond giúp đỡ trong việc truy tìm Obruchev trong một bữa tiệc do Spectre tổ chức ở Cuba. Bond ban đầu từ chối, nhưng đã đồng ý sau cuộc gặp gỡ với Nomi, người kế nhiệm vai trò 007 của anh, cô đã cảnh báo anh không nên can thiệp vào công việc khai thác Obruchev của mình và để anh liên lạc với M, ông đã từ chối trả lời các câu hỏi của Bond về Heracles.
Bond thâm nhập được vào bữa tiệc của Spectre cùng với Paloma, một đặc vụ Cuba hỗ trợ Leiter. Blofeld giám sát bữa tiệc từ Belmarsh thông qua con mắt sinh học của Primo. Hắn ta cho phân tán một màn sương nanobot nhằm giết Bond, nhưng Obruchev đã bí mật lập trình lại các nanobot theo lệnh của Safin để thay vào đó giết các thành viên Spectre. Sau khi vượt qua Nomi với sự giúp đỡ của Paloma, Bond chở Obruchev đến chỗ Ash và Leiter, những người đang đợi trên một chiếc tàu đánh cá biệt lập. Bond thẩm vấn Obruchev để biết thêm thông tin về Heracles và người chủ của ông ta, nhưng Ash, cũng bí mật làm việc cho Safin, đã bắn Leiter và đặt bẫy anh cùng với Bond dưới boong tàu, rồi bỏ trốn cùng Obruchev sau khi kích nổ con tàu. Leiter qua đời vì vết thương quá nặng, nhưng Bond may mắn trốn thoát.
Bond trở lại Luân Đôn, đoàn tụ với những người đồng nghiệp MI6 cũ của mình. Anh tìm cách thẩm vấn Blofeld để biết thêm thông tin về chủ nhân của Obruchev, nhưng Blofeld được cho là chỉ nói chuyện với bác sĩ tâm thần của hắn, Swann. Safin bí mật buộc Swann tự lây nhiễm cho bản thân mình một liều nanobot nhằm ám sát Blofeld. Bond gặp Swann ở Belmarsh và vô tình lây nhiễm các nanobot do chạm vào người cô. Swann rời đi sau khi quá đau khổ để đối mặt với Blofeld, người đã thú nhận với Bond rằng hắn ta đã lên kế hoạch cho vụ nổ tại mộ Vesper nhằm khiến Bond tin rằng Madeleine đã phản bội anh. Quá tức giận, Bond bóp cổ Blofeld trong một thời gian ngắn, vô tình để các nanobot xâm nhập vào cơ thể và giết chết hắn.
Bond theo chân Swann đến ngôi nhà thời thơ ấu của cô ở Na Uy, tại đây hai người hòa giải. Anh gặp cô con gái 5 tuổi của Swann là Mathilde, người mà Swann khẳng định rằng không phải là con của anh. Swann chia sẻ thông tin tình báo mà cha cô thu thập được về Safin, bao gồm cả thông tin về tổng hành dinh của hắn trên đảo. Sáng hôm sau, MI6 cảnh báo Bond rằng Ash đang đến gần vị trí của anh. Sau một cuộc rượt đuổi dẫn tới khu rừng gần đó, Safin đã bắt cóc Swann và Mathilde trong khi Bond đánh bại những tên thuộc hạ của Safin và trả thù cho Leiter bằng cách giết chết Ash.
Q cung cấp cho Bond và Nomi một chiếc phi cơ lặn biển đặc chế (submersible glider) để thâm nhập vào tổng hành dinh của Safin, một căn cứ hỏa tiễn đặt ở Biển Nhật Bản đã được chuyển đổi thành một nhà máy nanobot. Nomi giết Obruchev bằng cách đá ông ta xuống một bể chứa acid. Bond đối mặt với Safin, người đã bỏ trốn cùng Mathilde nhưng sau đó lại thả cô bé ra. Swann trốn thoát khỏi Primo và đoàn tụ với Bond và Mathilde. Nomi hộ tống Swann và Mathilde rời khỏi hòn đảo. Bond ở lại nhằm mở các cửa silo để tên lửa có thể xâm nhập và phá hủy nhà máy. Anh giết những thuộc hạ còn lại của Safin, bao gồm cả Primo, và HMS Dragon bắt đầu khai hỏa vào hòn đảo. Bond lao vào bên trong khi cửa silo đang bắt đầu đóng lại nhưng bị Safin phục kích, kẻ đã lây nhiễm một lọ chứa nanobot cho anh vốn được lập trình để giết Swann và Mathilde. Bond bắn chết Safin, mở lại cửa silo và leo lên nóc nhà máy. Anh liên lạc với Swann qua radio để nói lời tạm biệt đồng thời bày tỏ tình yêu với cô và Mathilde. Swann thừa nhận rằng Mathilde là con gái của Bond. Bond nói rằng anh đã biết chuyện đó và quan sát tên lửa tấn công hòn đảo, phá hủy nhà máy và giết chết anh.
Sau đó, tại MI6, M, Moneypenny, Nomi, Q và Bill Tanner nâng ly để tưởng nhớ Bond. Khi lái xe đưa Mathilde đến Matera, Swann bắt đầu kể cho con bé nghe về người cha của mình, Bond.

## Diễn viên
- Daniel Craig vai James Bond:[6]
Một cựu điệp viên MI6, người được biết đến với mật danh 007 trong thời gian hoạt động và đã nghỉ hưu được 5 năm vào thời điểm bắt đầu bộ phim.[7][8] Đạo diễn Cary Joji Fukunaga đã so sánh Bond với một "con vật bị thương" và mô tả tâm trạng của anh là "đang phải vật lộn để đối mặt với vai trò 'điệp viên 00'. Thế giới đã thay đổi. Luật giao chiến không còn như trước đây. Các quy tắc của hoạt động gián điệp ngày càng đen tối hơn trong thời đại chiến tranh phi đối xứng này".[9] Craig chia sẻ rằng rằng bộ phim "nói về gia đình và những mối quan hệ khác".[10]
- Léa Seydoux vai Tiến sĩ Madeleine Swann:[11]
Một nhà tâm lý trị liệu, con gái của Mr. White và là nhân tình của Bond, người đã hỗ trợ anh thực hiện nhiệm vụ của mình trong bộ phim Spectre. Fukunaga nhấn mạnh tầm quan trọng của Madeleine đối với bộ phim này, vì sự hiện diện của cô cho phép anh khám phá những vết thương lòng chưa lành của Bond bắt nguồn từ cái chết của Vesper Lynd trong Sòng bạc hoàng gia.[12] Sau khi xem bộ phim, Seydoux nói: "Có rất nhiều cảm xúc trong phần Bond lần này. Nó rất cảm động. Tôi cá là bạn sẽ khóc. Lúc xem nó, tôi đã khóc, điều đó thật kỳ lạ bởi vì tôi đóng trong bộ phim này mà khi xem tôi lại khóc."[13]
- Rami Malek vai Lyutsifer Safin:[14]
Một tên khủng bố và nhà khoa học có khuôn mặt bị biến dạng đang trong nhiệm vụ trả thù Spectre, sau này trở thành kẻ thù của Bond.[15][16] Nhà sản xuất Barbara Broccoli đã mô tả nhân vật này là "người thực sự chọc tức Bond. Gã ta là một tên đáng ghê tởm."[15] Malek mô tả nhân vật là một người tự xem "mình là anh hùng gần giống như cái cách mà Bond là anh hùng".[17][18] Fukunaga mô tả Safin là "nguy hiểm hơn bất kỳ ai mà [Bond] từng gặp phải" cũng như là một "đối thủ siêu thông minh và xứng tầm".[19][20]
- Lashana Lynch vai Nomi:[21]
 Một tân điệp viên "00" phục vụ trong một khoảng thời gian sau khi Bond nghỉ hưu và được gán mật danh 007.[22][23] Lynch hy vọng rằng nhân vật do cô thủ vai sẽ đem đến một khía cạnh mới mẻ về thế giới điệp viên, nói rằng "Khi góp phần vào một thương hiệu điện ảnh đã chỉn chu suốt ngần ấy năm, tôi muốn mang tới một góc nhìn gần gũi và chân thực hơn đối với người bình thường—nhằm đấu tranh với sự lo âu và có khả năng tự mình xử lý các vấn đề".[24]
- Ralph Fiennes vai Gareth Mallory / M:[11] Người đứng đầu MI6 và là sĩ quan cấp trên của Bond.
- Ben Whishaw vai Q:[11]
Sĩ quan hậu cần (Quartermaster) của MI6, người đã cung cấp cho các điệp viên "00" những trang bị để sử dụng trong chiến trường. Trong phim, Q được tiết lộ là người đồng tính nam khi Moneypenny và Bond đã cản trở anh khi đang lên kế hoạch cho một buổi hẹn hò ăn tối với một người đàn ông khác.[25][26][27][28] Whishaw coi phiên bản Q của mình đã kết thúc, nói rằng: "Tôi nghĩ kết thúc vậy là được rồi. Tôi đã tham gia ba phim như... hợp đồng đã ký, nên tôi nghĩ như vậy có lẽ là đủ".[29]
- Naomie Harris vai Eve Moneypenny:[11]
Thư ký của M và đồng minh của Bond. Harris chia sẻ rằng kể từ Spectre, "Moneypenny đã trưởng thành hơn phần nào. Tôi nghĩ cô ấy vẫn rất mực yêu thương Bond, điều đó sẽ không bao giờ mất đi. Nhưng cô ấy là một người phụ nữ tự lập với cuộc sống của riêng mình".[30]
- Jeffrey Wright vai Felix Leiter:[31]
Bạn của Bond và một sĩ quan CIA. Khi được hỏi về kỳ vọng đối với nhân vật Felix, Wright trả lời "Mọi người đều biết rằng chính Felix là người đã mang James trở lại và đưa chúng ta đi phiêu lưu thật xa".[32] Trong khi Wright ngạc nhiên khi không được yêu cầu trở lại trong Tử địa Skyfall và Spectre, anh cảm thấy sự trở lại của Felix trong Không phải lúc chết "có trọng lượng hơn" do sự vắng mặt trước đó của nhân vật. Wright nói rằng bộ phim thiết lập tình anh em giữa Bond và Felix, mà anh mô tả là "trung tâm" trong mối quan hệ của họ.[33]
- Billy Magnussen vai Logan Ash: Một đặc vụ CIA được Leiter giao nhiệm vụ hỗ trợ Bond tìm kiếm Obruchev.[34] Ash sau đó được tiết lộ là một điệp viên hai mang làm việc cho Safin.
- Christoph Waltz vai Ernst Stavro Blofeld:[23]
Kẻ thù không đội trời chung và là anh trai nuôi của Bond. Hắn là người sáng lập và thủ lĩnh tổ chức tội phạm Spectre và hiện đang bị MI6 quản thúc. Fukunaga giải thích vì sao Blofeld quay lại, đồng thời hé lộ "vai trò" mới của nhân vật này trong bộ phim: "Blofeld là một nhân vật mang tính biểu tượng trong loạt phim Bond. Hắn ta đang ngồi tù, tức là hắn chẳng làm được gì phải không? Vậy thì hắn có thể làm được gì và những điều quái quỷ, tàn độc nào mà hắn đang lên kế hoạch dành cho James Bond và phần còn lại của thế giới?"[35]
- David Dencik vai Tiến sĩ Valdo Obruchev: Một nhà khoa học đểu cáng đã tạo ra Dự án Heracles[36]
- Rory Kinnear vai Bill Tanner:[31] Chánh văn phòng của M.
- Ana de Armas vai Paloma: Một đặc vụ CIA hỗ trợ Bond.[23] De Armas mô tả nhân vật của mình là "khinh suất" và "sôi nổi" và đã đóng một vai trò quan trọng trong nhiệm vụ của Bond.[37]
- Dali Benssalah vai Primo: Một tên lính đánh thuê và là kẻ thù mà Bond chạm trán lần đầu tiên ở Matera.[38]
- Lisa-Dorah Sonnet vai Mathilde: Con gái năm tuổi của James Bond và Madeleine Swann.[39]

Ngoài ra, Hugh Dennis và Priyanga Burford thủ vai các nhà khoa học làm việc tại phòng thí nghiệm MI6. Mathilde Bourbin và Coline Defaud lần lượt xuất hiện trong vai mẹ của Madeleine Swann và Madeleine lúc nhỏ trong phân cảnh mở đầu bộ phim. Brigitte Millar cũng đảm nhận vai diễn thủ lĩnh nhóm Spectre là Tiến sĩ Vogel từ phần phim Spectre.

## Sản xuất

### Phát triển

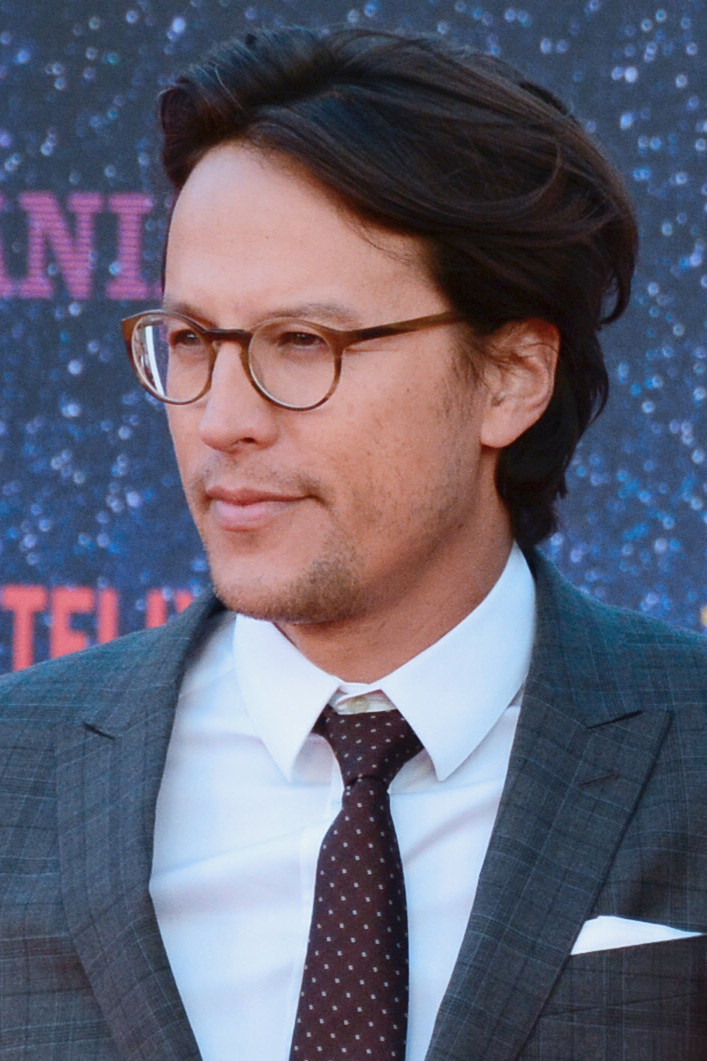
Cary Joji Fukunaga, đạo diễn của Không phải lúc chết

Không phải lúc chết bắt đầu phát triển vào đầu năm 2016. Tháng 3 năm 2017, bộ đôi nhà biên kịch Neal Purvis và Robert Wade—từng làm việc cho tất cả các bộ phim Bond kể từ Thế giới không đủ (1999)—đã được các nhà sản xuất Barbara Broccoli và Michael G. Wilson liên hệ để viết kịch bản cho phim. Purvis và Wade đã vạch ra cốt truyện cho bộ phim vào năm 2017. Sam Mendes tuyên bố rằng ông sẽ không trở lại sau khi làm đạo diễn cho Tử địa Skyfall và Spectre. Christopher Nolan lên tiếng từ chối đảm nhận vai trò đạo diễn. Đến tháng 7 năm 2017, Yann Demange, David Mackenzie và Denis Villeneuve được mời làm đạo diễn. Tháng 12 năm 2017, Villeneuve quyết định từ chối vai trò này do mâu thuẫn lịch trình làm việc với Dune: Hành tinh cát.
Tháng 2 năm 2018, Danny Boyle được xác định là ứng viên hàng đầu cho vị trí đạo diễn. Ban đầu đề xuất của Boyle với phần kịch bản do John Hodge chấp bút dựa trên ý tưởng của chính vị đạo diễn người Anh đã được chấp nhận thay vì kịch bản của Purvis và Wade. Các nhà sản xuất đã duyệt kịch bản sơ bộ của Hodge, xác nhận chọn Boyle làm đạo diễn và cho dự án khởi động từ tháng 12 năm 2018. Tuy nhiên, Boyle và Hodge đã rời khỏi dự án vào tháng 8 năm 2018 do khác biệt về ý tưởng sáng tạo. Vào thời điểm đó, có thông tin cho rằng việc Boyle rút lui là vì Tomasz Kot được chọn làm nhân vật phản diện chính; tuy nhiên, chính Boyle sau đó xác nhận là do tranh chấp về vấn đề kịch bản. Ngày phát hành bộ phim phụ thuộc hoàn toàn vào việc liệu hãng phim có thể tìm được người thay thế Boyle trong vòng sáu mươi ngày hay không. Cary Joji Fukunaga được công bố là tân đạo diễn vào tháng 9 năm 2018. Fukunaga trở thành người Mỹ đầu tiên làm đạo diễn cho một bộ phim Bond do Eon Productions sản xuất và là đạo diễn đầu tiên tham gia vào khâu viết kịch bản cho bất kỳ phần phim nào. Fukunaga từng được cân nhắc vị trí này cho Spectre trước khi Mendes được chọn, sau đó anh đã bày tỏ sự quan tâm của mình với Broccoli và Wilson về việc làm đạo diễn một bộ phim Bond trong tương lai. Linus Sandgren được chọn làm nhà quay phim vào tháng 12 năm 2018.
Purvis và Wade đã được mời trở lại để bắt đầu viết một kịch bản mới cùng với Fukunaga vào tháng 9 năm 2018. Nhà biên kịch của Sòng bạc hoàng gia và Định mức khuây khỏa là Paul Haggis đã nộp phần kịch bản viết lại không chính thức vào tháng 11 năm 2018, Scott Z. Burns cũng làm điều tương tự vào tháng 2 năm 2019. Theo đề nghị của Daniel Craig, Phoebe Waller-Bridge đã hoàn thiện kịch bản này. Waller-Bridge là nữ biên kịch thứ hai tham gia viết kịch bản cho một bộ phim Bond sau Johanna Harwood là đồng biên kịch cho Dr. No và From Russia with Love.  Barbara Broccoli khi được hỏi về phong trào MeToo tại sự kiện ra mắt Bond 25, bà đã nói rằng thái độ của Bond đối với phụ nữ sẽ thay đổi theo thời gian và các bộ phim phải phản ánh được điều đó. Trong một cuộc phỏng vấn riêng, Waller-Bridge cho rằng Bond vẫn còn phù hợp và "anh ấy cần phải sống thật với bản thân", thay vào đó đề xuất bộ phim cần phát triển và nâng tầm hơn, nhấn mạnh "điều quan trọng hơn cả là tác phẩm đã đối xử đúng mực với phụ nữ".
Vài ý tưởng đã thay đổi trong quá trình phát triển với Fukunaga. Có một ý tưởng ban đầu chưa được triển khai mà anh từng cân nhắc là để bộ phim diễn ra "trong đầu Bond" khi bị Blofeld tra tấn trong Spectre, cho đến khi kết thúc hồi hai trong cấu trúc ba hồi. Ban đầu, Safin, nhân vật phản diện và tay sai của hắn sẽ đeo mặt nạ dựa trên bộ giáp săn gấu của người Siberia. Nhân vật tay sai đã được viết ra trước khi quay phim, và Fukunaga yêu cầu sự thay đổi trang phục cho Safin. Một chiếc mặt nạ mới đã được giới thiệu dựa trên Noh, một loại hình sân khấu của Nhật Bản, vì Fukunaga cảm thấy rằng chiếc mặt nạ ban đầu quá nổi bật so với tổng thể bộ trang phục.
Trang phục của Paloma, một chiếc đầm dạ hội màu xanh navy do Michael Lo Sordo thiết kế, đã được nhà thiết kế trang phục Suttirat Anne Larlarb lựa chọn cho nhân vật này giúp cô có thể chiến đấu bên cạnh Bond trong khi vẫn giữ được vẻ sang trọng và quý phái phù hợp với sự kiện cà vạt đen trong cốt truyện.
Bộ phim được đưa vào sản xuất với tựa đề Bond 25. Tựa đề chính thức Không phải lúc chết (No Time to Die) được công bố vào ngày 20 tháng 8 năm 2019. Broccoli cho biết: "Chúng tôi đang trăn trở để tìm một tựa phim. Chúng tôi muốn một tựa phim không tiết lộ bất cứ điều gì nhưng có thể hiểu được và sau khi bạn xem phim, nó sẽ tạo nên tiếng vang sâu sắc hơn, bởi vì đó thường là những gì mà các đầu sách của Fleming hướng tới."

### Kịch bản
Khi Boyle được lựa chọn, ông đã giới thiệu bộ phim lấy bối cảnh ở nước Nga hiện nay và khám phá nguồn gốc của Bond; ông đã rời khỏi công việc sản xuất sau khi Broccoli và Wilson "mất niềm tin" vào ý tưởng này. Vào giai đoạn của Boyle, một bảng phân vai bị rò rỉ mô tả vai nam chính là một "người Nga lạnh lùng và cuốn hút" và vai nữ chính là một "người sống sót dí dỏm và khéo léo". Quá trình sản xuất cũng tìm kiếm những vai nam phụ gốc Māori có "kỹ năng chiến đấu thượng thừa". Ý tưởng về việc Bond có con được Hodge đưa ra và được giữ lại cho kịch bản cuối cùng.
Không phải lúc chết là bộ phim đầu tiên do Eon sản xuất mà Bond thực sự chết. Craig đề xuất giết Bond lần đầu tiên vào năm 2006, sau buổi công chiếu Sòng bạc hoàng gia; Broccoli đồng ý với đề nghị này. Craig nói, "Đó là cách duy nhất mà tôi có thể tự nhìn ra cho bản thân để kết thúc tất cả và xem đó như thể là nhiệm kỳ của tôi, người khác có thể đến và tiếp quản vai diễn... Khi anh ấy [Bond của Craig] ra đi, anh ấy không thể trở lại." Wilson cho biết đó là "cách làm phù hợp để đối phó với tình huống mà một người luôn mạo hiểm mạng sống của họ. Suy cho cùng, bạn cũng sẽ phải gánh chịu hậu quả từ nó." Đội ngũ sản xuất đã xem xét một số cách thức để Bond chết, bao gồm cả việc bị một tay súng ẩn danh bắn hạ. Tuy nhiên, Fukunaga nói rằng một "cái chết bằng vũ khí quân dụng thông thường" là không phù hợp vì Bond có thể "thoát khỏi tất cả mọi thứ". Craig cho biết cả đoàn đã cố gắng tạo nên cảm giác bi kịch và nặng nề bằng việc sử dụng vũ khí sinh học của Safin, thứ đã tước đi "điều duy nhất mà Bond muốn có trong đời... là được ở bên cạnh những người anh ấy yêu thương".
Waller-Bridge được chọn để chỉnh sửa lời thoại, phát triển nhân vật và thêm tính hài hước vào kịch bản. Nhân vật Paloma dần trở nên quan trọng hơn so với ban đầu vốn chỉ là mối liên kết đơn thuần; Purvis và Wade cho rằng nhân vật này có thể được Waller-Bridge viết theo yêu cầu của Fukunaga.

### Tuyển vai
Sau Spectre, có suy đoán rằng đây sẽ là bộ phim Bond cuối cùng của Craig. Ngay sau khi bộ phim ra mắt, Craig đã phàn nàn về sự khắc nghiệt khi thực hiện vai diễn này, anh nói rằng thà "cắt cổ tay [mình]" còn hơn đóng Bond một lần nữa. Vào tháng 5 năm 2016, có thông tin cho rằng Craig đã nhận được lời đề nghị trị giá 100 triệu USD từ Metro-Goldwyn-Mayer để thực hiện thêm hai phần phim Bond nữa, nhưng tài tử đã từ chối. Vào tháng 10 năm 2016, Craig phủ nhận việc đưa ra quyết định trên nhưng ca ngợi khoảng thời gian của anh trong vai diễn này, mô tả đó là "công việc tốt nhất trên thế giới khi làm Bond". Nam diễn viên cũng từ chối lời đề nghị với khoản thù lao 150 triệu USD đã được gửi đến mình cho hai phim tiếp theo. Tháng 8 năm 2017, trên chương trình The Late Show with Stephen Colbert, Craig nói rằng bộ phim tiếp theo sẽ đánh dấu lần cuối cùng anh hóa thân thành Bond. Anh tái khẳng định quan điểm này của mình từ tháng 11 năm 2019 đến tháng 3 năm 2020. Craig sau đó thừa nhận rằng vấn đề thể chất đã ngăn cản anh trở lại vai diễn này, do bản thân từng gặp chấn thương khi quay các bộ phim Bond trước đó. Với sự ra đi của Craig, Broccoli nói rằng Không phải lúc chết sẽ "ràng buộc các lối kể chuyện mơ hồ" từ những bộ phim Bond trước đây của Craig và "đi đến một kết luận thỏa mãn về mặt cảm xúc".
Vào tháng 12 năm 2018, Fukunaga nói rằng Ben Whishaw, Naomie Harris và Ralph Fiennes đều sẽ đảm nhận lại vai diễn trước đó của họ trong tác phẩm này. Fukunaga còn nói rằng Léa Seydoux sẽ đảm nhiệm lại vai Madeleine Swann của mình, khiến cô trở thành nữ chính đầu tiên xuất hiện trong các bộ phim Bond liên tiếp. Rory Kinnear trở lại với vai Bill Tanner, Jeffrey Wright cũng tái xuất với vai Felix Leiter. Wright xuất hiện lần thứ ba trong loạt phim sau Sòng bạc hoàng gia và Định mức khuây khỏa đồng thời trở thành diễn viên đầu tiên ba lần thủ vai Leiter. Ana de Armas, Dali Benssalah, David Dencik, Lashana Lynch, Billy Magnussen và Rami Malek được công bố vào dàn diễn viên trong một buổi phát trực tiếp tại điền trang Goldeneye của Ian Fleming ở Jamaica. Sự kiện diễn ra vào ngày 25 tháng 4 năm 2019 và đánh dấu việc bộ phim được bắt đầu đưa vào sản xuất. Malek được thông báo sẽ vào vai Safin, nhân vật phản diện của phim.  Malek tiết lộ trong một cuộc phỏng vấn rằng Safin sẽ không có mối liên kết với bất kỳ tôn giáo hay hệ tư tưởng nào.
Sau khi phát hành Spectre, có thông tin cho rằng Christoph Waltz sẽ tiếp tục thủ vai Blofeld cho các bộ phim Bond tiếp theo, với điều kiện Craig phải trở lại vai diễn Bond. Bất chấp việc Craig đã xác nhận đảm nhiệm vai Bond, Waltz thông báo vào tháng 10 năm 2017 rằng ông sẽ không trở lại thủ vai Blofeld, nhưng không đưa ra lý do cụ thể cho sự ra đi của mình. Việc chọn Waltz vào vai Blofeld trong Không phải lúc chết không được công bố tại buổi ra mắt báo chí nhưng đã được tiết lộ trong đoạn trailer phim vào tháng 12 năm 2019.

### Ghi hình
Quá trình sản xuất dự kiến bắt đầu vào ngày 3 tháng 12 năm 2018 tại Pinewood Studios, nhưng nó đã bị trì hoãn cho đến tháng 4 năm 2019 sau sự rời đi của Boyle. Đây là bộ phim đầu tiên trong thương hiệu Bond có các cảnh được quay bằng camera IMAX 65mm. Fukunaga và Sandgren đã thúc đẩy việc sử dụng phim cuộn thay vì máy quay kỹ thuật số nhằm nâng cao chất lượng hình ảnh của tác phẩm. Ngân quỹ được báo cáo là từ 250 triệu đến 301 triệu USD.
Các địa điểm ghi hình bao gồm Ý, Jamaica, Na Uy, Quần đảo Faroe và Luân Đôn, ngoài ra còn có Pinewood Studios. Vào tháng 3 năm 2019, quá trình sản xuất bắt đầu ở Nittedal, Na Uy, cùng với đơn vị sản xuất thứ hai thực hiện cảnh quay trên một hồ nước đóng băng. Vào ngày 28 tháng 4 năm 2019, quá trình quay phim chính bắt đầu ở Jamaica, bao gồm Port Antonio. Vào tháng 5 năm 2019, Craig bị dính chấn thương mắt cá chân khi quay phim ở Jamaica và sau đó phải trải qua cuộc tiểu phẫu. Vào tháng 6 năm 2019, quá trình sản xuất tiếp tục bị ngừng trệ khi một vụ nổ có kiểm soát làm hư hại 007 Stage tại Pinewood Studios và khiến một thành viên đoàn làm phim bị thương nhẹ. Cũng trong tháng 6 năm 2019, quá trình sản xuất đã trở lại Na Uy để quay một phân cảnh lái xe dọc theo Đường Đại Tây Dương với chiếc Aston Martin V8 Vantage. Aston Martin còn xác nhận rằng các mẫu xe DB5, DBS Superleggera và Valhalla sẽ xuất hiện trong phim.
Quá trình sản xuất sau đó chuyển tới Vương quốc Anh. Các phân đoạn có sự góp mặt của Craig, Fiennes, Harris và Kinnear được quay xung quanh Luân Đôn bao gồm Whitehall, Senate House và Hammersmith. Vào tháng 7 năm 2019, quá trình quay phim diễn ra tại thị trấn Aviemore và khu vực Công viên Quốc gia Cairngorms phụ cận. Một số cảnh cũng được ghi hình tại dinh thự Ardverikie House và trên bờ hồ Loch Laggan ngay bên ngoài công viên. Phân đoạn trong rừng được quay ở Rừng Buttersteep nằm tại Công viên Đại Windsor. Vào cuối tháng 8 năm 2019, đơn vị sản xuất thứ hai chuyển tới miền nam nước Ý, nơi họ bắt đầu thực hiện quay cảnh rượt đuổi liên quan đến chiếc Aston Martin DB5 qua các đường phố Matera, bao gồm một pha doughnut ở quảng trường Piazza San Giovanni Battista. Vào đầu tháng 9 năm 2019, đơn vị sản xuất chính, Craig và Léa Seydoux đã đến để thực hiện các cảnh quay bên trong một số phim trường do nhà sản xuất dựng, cũng như những phân cảnh tiếp theo ở Maratea và Gravina in Puglia. Những phân cảnh được quay tại thị trấn Sapri ở miền nam nước Ý trong suốt tháng 9. Các địa điểm bao gồm "con kênh lúc nửa đêm" và nhà ga đường sắt của thị trấn. Nơi đây được gọi là "Civita Lucana" trong phim. Vào cuối tháng 9 năm 2019, các cảnh được quay ở Quần đảo Faroe.
Bộ Quốc phòng Anh xác nhận rằng việc ghi hình diễn ra xung quanh khu trục hạm HMS Dragon của Hải quân Hoàng gia Anh và máy bay C-17 của Không quân Hoàng gia Anh tại RAF Brize Norton. Không có vũ khí nào được sử dụng. Đơn vị Hộ Kỵ binh của Lục quân Anh cũng được tham gia ghi hình. Quá trình quay cảnh hành động với chiếc thủy phi cơ diễn ra tại Cảng Kingston của CMA CGM ở Jamaica. Whishaw ca ngợi công việc đạo diễn của Fukunaga, nói rằng "Thật tuyệt vời và đáng kinh ngạc là cách anh ấy đã xử lý nó, hoặc có thể tiếp cận nó, đối với tôi, nó gần như là một bộ phim độc lập. Bạn biết không? Và nó khá ngẫu hứng... chúng tôi đã không ghi hình nhiều". Anh nói thêm, "Nó rất nhẹ nhàng. Đôi khi khá hỗn loạn, nhưng tôi rất hào hứng muốn xem cách anh ấy xây dựng phần phim cuối cùng".
Quay phim chính kết thúc vào ngày 25 tháng 10 năm 2019 tại Pinewood Studios với việc ghi hình phân đoạn rượt đuổi lấy bối cảnh ở Havana, Cuba. Quá trình sản xuất dự định quay cảnh này sớm hơn, nhưng nó buộc phải dời lại khi Craig dính chấn thương mắt cá chân tại Jamaica. Những cảnh quay pick-up tại Pinewood đã được Fukunaga xác nhận vào ngày 20 tháng 12 năm 2019.

### Hậu kỳ
Hiệu ứng hình ảnh cho Không phải lúc chết được tạo bởi Industrial Light & Magic (ILM), Framestore, DNEG và Cinesite. Charlie Noble là người giám sát hiệu ứng hình ảnh. Quá trình hậu kỳ kết thúc mà không có thêm sự thay đổi nào do ngày phát hành của bộ phim bị trì hoãn.

### Âm nhạc
Vào tháng 7 năm 2019, Dan Romer được công bố là nhà soạn nhạc cho phần nhạc phim, trước đó ông đã từng cộng tác với Fukunaga trong Dã thú một quốc gia và Điên loạn. Romer rút lui do sự khác biệt về ý tưởng sáng tạo vào tháng 11 năm 2019. Hans Zimmer thay thế Romer vào tháng 1 năm 2020. Đây là lần đầu tiên trong lịch sử loạt phim Bond, một nhà soạn nhạc được thay thế trong quá trình hậu kỳ và là lần thay đổi nhân sự lớn thứ hai cho bộ phim sau sự ra đi của Boyle. Steve Mazzaro là nhả sản xuất âm nhạc, trong khi Johnny Marr chơi guitar. Album nhạc phim Không phải lúc chết dự kiến phát hành thông qua Decca Records vào tháng 3 năm 2020 nhưng đã bị trì hoãn đến ngày 1 tháng 10 năm 2021 trùng với thời điểm phát hành bộ phim.
Vào tháng 1 năm 2020, Billie Eilish được công bố là người thể hiện bài hát chủ đề của phim, cùng với anh trai Finneas O'Connell, đảm nhiệm vai trò đồng sáng tác kiêm nhà sản xuất cho ca khúc. Bài hát cùng tên với bộ phim được phát hành vào ngày 13 tháng 2 năm 2020. Ở tuổi 18, Eilish là nghệ sĩ trẻ tuổi nhất thu âm bài hát chủ đề của Bond. Video âm nhạc của bài hát sau đó được phát hành vào ngày 1 tháng 10 năm 2020. Mặc dù bộ phim bị hoãn chiếu, "No Time to Die" vẫn được đề cử và giành giải Grammy cho Ca khúc nhạc phim hay nhất tại giải Grammy lần thứ 63 vào ngày 14 tháng 3 năm 2021, sáu tháng trước khi phim ra rạp. Lý do là vì bản thân bài hát đã được phát hành trong khoảng thời gian 2019–20, trước thời điểm phát hành ban đầu của bộ phim là vào tháng 4 năm 2020.
Bài hát "Dans la ville endormie" của nữ ca sĩ người Pháp Dalida vang lên thoáng qua trong phân cảnh mở đầu. Phiên bản "We Have All the Time in the World" của Louis Armstrong là một chủ đề xuyên suốt, ba lần được sử dụng trong phần nhạc phim và xuất hiện lần đầu ở On Her Majesty's Secret Service, gợi nhắc về tình yêu và sự mất mát mà Bond đã trải qua, tương tự như nỗi đau anh phải đối mặt trong bộ phim này. Bài nhạc được phát toàn bộ trong phần danh đề.

## Phát hành

### Quyền phân phối
Hợp đồng sản xuất loạt phim Bond chung giữa Sony Pictures, Metro-Goldwyn-Mayer và Eon Productions đã hết hạn sau khi Spectre được phát hành vào năm 2015. Vào tháng 4 năm 2017, Sony Pictures, Warner Bros. Pictures, 20th Century Fox, Universal Pictures và Annapurna Pictures đã tham gia vào một cuộc đấu thầu để giành quyền phân phối. MGM giữ bản quyền truyền hình ở Bắc Mỹ và kỹ thuật số trên toàn thế giới đối với bộ phim thông qua chi nhánh phân phối United Artists Releasing. Universal trở thành nhà phân phối quốc tế và nắm giữ quyền phát hành trên toàn cầu đối với phương tiện vật lý tại gia (DVD và Blu-ray) thông qua công ty con Universal Pictures Home Entertainment, trước khi có thỏa thuận liên doanh vào tháng 1 năm 2020 với Warner Bros. Home Entertainment.

### Công chiếu tại rạp và trì hoãn
Không phải lúc chết có buổi ra mắt toàn cầu tại Royal Albert Hall ở Luân Đôn vào ngày 28 tháng 9 năm 2021 rồi được phát hành tại các rạp phim ở Vương quốc Anh vào ngày 30 tháng 9 năm 2021 và ở Hoa Kỳ vào ngày 8 tháng 10 năm 2021 dưới định dạng 2D, RealD 3D, 4DX, ScreenX, Dolby Cinema và IMAX. Phim cũng khởi chiếu cùng tuần vào tháng 9 tại Hàn Quốc và tuần tiếp theo vào tháng 10 tại Brazil, Pháp, Đức, Ireland, Ý, Hà Lan và Nga. Trung Quốc và Úc sẽ phát hành muộn hơn vào tháng 10 và tháng 11 năm 2021. Bộ phim có doanh thu phòng vé cuối tuần mở màn cao nhất so với bất kỳ bộ phim Bond nào ở Vương quốc Anh.
Không phải lúc chết ban đầu được lên kế hoạch phát hành vào tháng 11 năm 2019, nhưng sau đó bị hoãn đến tháng 2 năm 2020 và tiếp tục dời sang tháng 4 năm 2020 do sự rời đi của Boyle. Buổi ra mắt phim và chuyến quảng bá trên toàn Trung Quốc, dự kiến diễn ra vào tháng 4 năm 2020, đã bị hủy do sự bùng phát sớm của COVID-19 tại quốc gia này. Đến tháng 3 năm 2020, sự lây lan toàn cầu của COVID-19 và việc Tổ chức Y tế Thế giới tuyên bố nó là đại dịch đã thúc đẩy một bức thư ngỏ từ hai trang web người hâm mộ Bond gửi tới nhà sản xuất. Nội dung thư yêu cầu hoãn việc phát hành để giảm thiểu nguy cơ lây lan dịch bệnh và đảm bảo thành công thương mại của bộ phim. Vào ngày 4 tháng 3 năm 2020, MGM và Eon Productions thông báo rằng sau khi "đánh giá kỹ lưỡng thị trường rạp phim toàn cầu", họ đã hoãn phát hành tác phẩm cho đến ngày 12 tháng 11 năm 2020 tại Vương quốc Anh và ngày 25 tháng 11 năm 2020 tại Hoa Kỳ. Không phải lúc chết là bộ phim lớn đầu tiên bị ảnh hưởng bởi đại dịch. Theo Deadline Hollywood, MGM và Universal cần bảo đảm hiệu suất người xem mạnh mẽ trên tất cả các thị trường quốc tế. Người ta hy vọng rằng việc dời lịch chiếu sang tháng 11 sẽ đảm bảo tất cả các rạp phim, đặc biệt là ở Trung Quốc, Hàn Quốc, Nhật Bản, Ý và Pháp đã đóng cửa do đại dịch, sẽ mở cửa và hoạt động trở lại.
Trong giai đoạn đầu đại dịch, ước tính có khoảng 70.000 rạp phim tại Trung Quốc cùng với các rạp phim ở những quốc gia khác bao gồm Úc và Vương quốc Anh đều đã đóng cửa nhằm giảm thiểu sự lây lan của COVID-19. Variety cho biết hãng phim đã chi 66 triệu USD cho việc quảng bá bộ phim, trong khi The Hollywood Reporter viết rằng sự trì hoãn đã khiến MGM lãng phí 30–50 triệu USD chi phí tiếp thị, ước tính rằng thiệt hại phòng vé toàn cầu có thể vượt quá 300 triệu USD nếu bộ phim công chiếu vào tháng 4 năm 2020. Vào tháng 10 năm 2020, Không phải lúc chết tiếp tục bị hoãn đến ngày 2 tháng 4 năm 2021. Quyết định hoãn phát hành được đưa ra khi thị trường rạp phim, đặc biệt là ở Mỹ, hiển nhiên sẽ không đáp ứng đủ nhu cầu. Sau thông báo trì hoãn, chuỗi hệ thống rạp chiếu phim lớn thứ hai thế giới Cineworld (Anh) đã đóng cửa các rạp phim vô thời hạn. Giám đốc điều hành Mooky Greidinger cho biết việc trì hoãn Không phải lúc chết là "cú hích cuối cùng" đối với Cineworld sau một loạt các tác phẩm bị hoãn và hủy bỏ khác.
Vào tháng 1 năm 2021, bộ phim được dời phát hành sang ngày 8 tháng 10 năm 2021. Tháng 2 năm 2021, thời điểm phát hành sớm hơn đã được công bố vào ngày 30 tháng 9 năm 2021 tại Vương quốc Anh. Tháng 8 năm 2021, có thông tin cho rằng ngày phát hành phim ở Úc đã bị trì hoãn từ ngày 30 tháng 9 sang ngày 11 tháng 11 năm 2021, do lệnh phong tỏa của quốc gia này. Nó cũng được trình chiếu tại Liên hoan phim Zurich cùng ngày với buổi ra mắt toàn cầu và là bộ phim Bond đầu tiên được lựa chọn tham dự một liên hoan phim. Tác phẩm được phát hành tại Trung Quốc vào ngày 29 tháng 10 năm 2021. Đến ngày 31 tháng 12 năm 2021, sau khi ra mắt lần đầu tiên tận gần 3 tháng thì bộ phim mới được khởi chiếu tại Việt Nam. Tại buổi họp báo ở Việt Nam, Tổng lãnh sự Anh tại Thành phố Hồ Chí Minh cũng đã đến tham dự.

### Giải trí tại gia
Universal Pictures Home Entertainment (thông qua Warner Bros. Home Entertainment) đã phát hành Không phải lúc chết trên DVD, Blu-ray và 4K Ultra HD Blu-ray tại Vương quốc Anh vào ngày 20 tháng 12 năm 2021 rồi tại Hoa Kỳ vào ngày 21 tháng 12 năm 2021. Nó có sẵn trên các dịch vụ tải xuống kỹ thuật số vào ngày 9 tháng 11 năm 2021 tại Hoa Kỳ. Khoảng thời gian 31 ngày ra rạp được coi là tương đối ngắn đối với một bộ phim tầm cỡ như này. Một yếu tố khác là tuy loạt phim Bond thu hút khán giả lớn tuổi hơn nhưng nhóm người này ngần ngại quay lại rạp trong thời kỳ đại dịch.
Không phải lúc chết là bộ phim đạt thứ hạng cao nhất trên Vudu và Google Play trong hai tuần và iTunes trong năm tuần. Tại Vương quốc Anh, đây là đầu phim kỹ thuật số bán chạy nhất năm 2021, với hơn 430.000 bản được tiêu thụ. Sau khi phát hành trên định dạng đĩa, Không phải lúc chết đã đứng đầu bảng xếp hạng "NPD VideoScan First Alert" ở cả doanh số bán đĩa tổng thể và doanh số Blu-ray tại Hoa Kỳ. Theo The Numbers, nó đã bán được tổng cộng 380.902 đơn vị Blu-ray và DVD trong tuần đầu tiên với doanh thu 9,7 triệu USD. Đây là đầu phim bán chạy nhất trên cả hai bảng xếp hạng trong ba tuần. Nó ra mắt ở vị trí quán quân trên bảng xếp hạng cho thuê đĩa của Redbox và á quân trên bảng xếp hạng kỹ thuật số cũng của công ty này. Theo NPD Group, nó đã bán được số lượng DVD và Blu-ray nhiều thứ tám trong năm 2021 và nhiều thứ hai riêng trong tháng 12 cùng năm.
Ở Anh Quốc, nó đứng đầu Official Film Chart trong ba tuần. Đây là đầu phim bán chạy nhất năm 2021 trên định dạng đĩa trong nước với 1,15 triệu bản được tiêu thụ, bao gồm 717.500 bản DVD và Blu-ray được bán ra trong vòng hai tuần. Nó cũng là đầu đĩa Blu-ray bán chạy nhất năm 2021 với 237.000 bản được bán ra, ngoài ra nó còn trở thành đầu đĩa Blu-ray 4K bán chạy nhất trong tuần đầu tiên phát hành và bán được số lượng đĩa nhiều nhất cho bất kỳ tựa phim nào ngay trong tuần đầu tiên phát hành kể từ năm 2017 với 621.000 đĩa Blu-ray và DVD được bán ra. Bên cạnh đó, tác phẩm đã bán được tổng cộng 780.000 đơn vị trên các nền tảng kỹ thuật số và bán lẻ trong tuần cuối cùng của năm 2021.

## Đón nhận

### Doanh thu phòng vé
Tính đến  ngày 27 tháng 1 năm 2022, Không phải lúc chết đã thu về 160,9 triệu USD tại Hoa Kỳ và Canada, 613,3 triệu USD ở các vùng lãnh thổ khác, với tổng doanh thu toàn cầu là 774,2 triệu USD. Đây là tác phẩm có doanh thu cao thứ tư trong năm 2021. Do tổng chi phí sản xuất và quảng bá tiêu tốn ít nhất 350 triệu USD, người ta ước tính rằng bộ phim cần phải thu về ít nhất 800 triệu USD trên toàn thế giới để hòa vốn.
Đợt công chiếu cuối tuần của Không phải lúc chết đã đạt doanh thu phòng vé 119,1 triệu USD từ 54 quốc gia, bao gồm Anh Quốc, Brazil, Đức, Ý, Nhật Bản, Mexico và Tây Ban Nha, vượt qua mức dự đoán ban đầu là 90 triệu USD. Đây là bộ phim đầu tiên kể từ sau đại dịch COVID-19 vượt mốc 100 triệu USD khi ra mắt ở nước ngoài mà không tính thị trường Trung Quốc. The Hollywood Reporter cho biết buổi ra mắt phim là lớn nhất ở Vương quốc Anh kể từ khi đại dịch bắt đầu. Tại Hoa Kỳ và Canada, Không phải lúc chết được dự đoán sẽ mang về 65–85 triệu USD trong tuần đầu công chiếu. Bộ phim đã kiếm được tổng cộng 23,3 triệu USD trong ngày đầu tiên công chiếu, bao gồm 6,3 triệu USD từ các bản xem trước vào tối thứ Năm (trong đó bao gồm 1 triệu USD từ những bản xem trước vào thứ Tư), cao nhất của loạt phim. Tác phẩm tiếp tục ra rạp với 55,2 triệu USD, đứng đầu phòng vé và có doanh thu tuần mở màn cao thứ tư trong loạt phim. Không phải lúc chết đã bỏ túi thêm 6,9 triệu USD vào Ngày Columbus, nâng tổng doanh thu trong bốn ngày ở Hoa Kỳ và Canada lên 62,2 triệu USD. Deadline Hollywood cho rằng hiệu suất người xem kém hơn một chút là do thời lượng 163 phút của bộ phim đã hạn chế số lượng lịch chiếu. TheWrap nói rằng việc công chiếu là một tin tốt đối với các rạp chiếu phim, ngay cả khi hãng phim đã không hòa vốn trong thời gian chiếu rạp của bộ phim và đó là dấu hiệu đáng khích lệ cho những tác phẩm có nội dung hướng đến người trưởng thành sắp tới. Bộ phim đã giảm 56% doanh thu trong tuần thứ hai công chiếu xuống còn 24,3 triệu USD, xếp thứ hai sau tác phẩm đâm chém Halloween Kills. Không phải lúc chết được tái phát hành dưới dạng IMAX trong đợt công chiếu cuối tuần cuối cùng vào ngày 23 tháng 1 năm 2022 như một phần của lễ kỷ niệm 60 năm ra mắt loạt phim Bond.
Không phải lúc chết trở thành phim có doanh thu cao nhất năm 2021 ở Châu Âu, Trung Đông và Châu Phi, vượt qua Fast & Furious 9: Huyền thoại tốc độ vào ngày 17 tháng 10. Tại Trung Quốc, bộ phim đã mở màn với 28,2 triệu USD vào cuối tuần, thay thế Trận chiến hồ Trường Tân ở vị trí dẫn đầu doanh thu phòng vé của quốc gia này, mặc dù 13% rạp phim ở Trung Quốc bị đóng cửa do chính sách của chính quyền sở tại đối với sự bùng phát COVID-19 ở các địa phương. Phim vẫn đứng đầu bảng xếp hạng phòng vé trong tuần thứ hai công chiếu mặc dù doanh thu giảm 59%, mang về 11,4 triệu USD trong tổng doanh thu 49,2 triệu USD theo Artisan Gateway. Nó đã trở thành phim không nói tiếng Trung Quốc có doanh thu cao nhất năm 2021 bên ngoài lãnh thổ Hoa Kỳ và Canada vào ngày 14 tháng 11, ước tính kiếm được 24 triệu USD trong tổng doanh thu tích lũy là 558,2 triệu USD, bao gồm 126 triệu USD ở Anh Quốc, 70 triệu USD ở Đức và 57,9 triệu USD ở Trung Quốc. Tác phẩm cũng đã thu về 8,2 triệu USD vào cuối tuần tại Úc, đây là doanh thu mở màn lớn nhất đối với bất kỳ bộ phim nào kể từ tháng 12 năm 2019.
Trong thời gian cuối tuần từ ngày 19–21 tháng 11, Không phải lúc chết đã vượt qua Fast & Furious 9: Huyền thoại tốc độ để trở thành bộ phim không phải tiếng Trung Quốc có doanh thu cao nhất năm 2021, đạt tổng doanh thu toàn cầu khoảng 734 triệu USD khi thu về ước tính 2,6 triệu USD ở Hoa Kỳ và Canada, cũng như 13,4 triệu USD từ 72 quốc gia khác bên ngoài hai vùng lãnh thổ này. Nó đã vượt qua Spectre vào cuối tuần sau để trở thành phim có doanh thu cao thứ ba tại Vương quốc Anh cũng như là phim Bond có doanh thu cao thứ hai tại thị trường này với tổng doanh thu 129,9 triệu USD.

### Đánh giá chuyên môn
Không phải lúc chết nhận được 83% lượng đồng thuận dựa theo 425 bài đánh giá trên trang web tổng hợp đánh giá Rotten Tomatoes, với điểm trung bình là 7,3/10. Các nhà phê bình nhất trí rằng: "Đây không phải là cuộc phiêu lưu 007 mượt mà hay táo bạo nhất, nhưng Không phải lúc chết đã khép lại khoảng thời gian phục vụ nhượng quyền thương mại của Daniel Craig một cách đầy thỏa mãn." Metacritic đã cho bộ phim số điểm trung bình là 68/100 dựa trên 66 nhận xét, cho thấy "các bài đánh giá nhìn chung là tích cực". Khán giả được CinemaScore khảo sát đã cho điểm trung bình của bộ phim là "A−" trên thang điểm từ A+ đến F, trong khi đó 83% khán giả do PostTrak khảo sát lại cho điểm tích cực hơn, với 63% trong số họ nói rằng chắc chắn sẽ giới thiệu bộ phim này cho người khác.

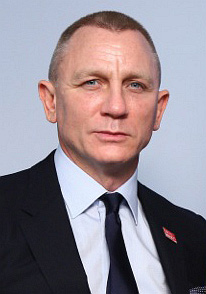
Daniel Craig được tán dương với lần hóa thân thành James Bond cuối cùng của mình

Tác phẩm nhận được nhiều lời ca ngợi từ giới phê bình phim. Peter Bradshaw của The Guardian gọi đây là "một siêu phẩm hoành tráng" được truyền tải "với phong cách mãn nhãn" và chứa đựng "những phân cảnh cảm xúc, hành động, kịch tính, hài hước lố bịch, đau lòng, sự kinh hãi tột cùng và các pha hành động kiểu cũ ngớ ngẩn một cách thái quá". Robbie Collin của The Daily Telegraph đã mô tả bộ phim là "hết sức thỏa mãn", "thường rất vui nhộn" với những công cụ "vừa không thể tin được vừa điên rồ", đồng thời cho rằng phim được quay bằng kỹ xảo điện ảnh "đẹp mắt", khởi đầu bằng "một đoạn mở đầu đầy kịch tính và ly kỳ" và kết thúc bằng một "cái kết cảm động". Kevin Maher của The Times đã viết: "Bộ phim còn hay hơn thế. Nó thật tuyệt vời"; ông sau đó đã liệt kê Không phải lúc chết là một trong những bộ phim hay nhất năm 2021.
Barry Hertz của The Globe and Mail viết rằng bộ phim "khiến cho mắt tôi phải dõi theo từng phân đoạn hành động gây kinh ngạc. Không những thế, phim còn khiến tôi thực sự quan tâm đến việc liệu (hoặc thực sự là bằng cách nào) Bond có thể thoát khỏi tình huống đó." Mick LaSalle của San Francisco Chronicle viết rằng bộ phim "được coi là một trong những tác phẩm hay nhất trong toàn bộ loạt phim" và kết luận "Craig chia tay loạt phim trong một tác phẩm đồ sộ dài 163 phút mà khán giả sẽ được thưởng thức trong nhiều thập kỷ. Thật tuyệt vời khi chứng kiến khoảng khắc đấy." K. Austin Collins của Rolling Stone mô tả bộ phim là "tạm ổn: đôi khi hấp dẫn, đôi khi không, đôi khi nhàm chán, đôi khi không", và bình luận thêm: "Sẽ thành công hơn nếu chúng ta coi nó như một lời tri ân dành cho kỷ nguyên Craig và cho ngôi sao chính của bộ phim." Michael O'Sullivan của The Washington Post đã chấm cho bộ phim 3/4 sao, viết rằng phim "hơi quá dài và hơi quá phức tạp", nhưng bổ sung thêm rằng nó là "một lời chia tay phức tạp nhưng cuối cùng lại thỏa mãn một cách kỳ lạ dành cho tài tử". Peter Rainer của The Christian Science Monitor đã chấm cho bộ phim 3/5 sao, viết rằng: "Phim mang tới những cảm giác hồi hộp, những pha nguy hiểm và những nhân vật phản diện cần thiết. Người đẹp thì hiện diện khắp nơi, nhưng 007 vẫn biết cách mặc lên mình bộ tuxedo lịch lãm." Tuy nhiên, anh đặt ra câu hỏi "Liệu James Bond đã trở nên lỗi thời?"
Ngược lại, một số nhà phê bình đã nhận thấy thiếu sót của bộ phim. John Nugent của Empire đã chỉ trích độ dài của nó (2 giờ 43 phút), khẳng định rằng cốt truyện và lời giải thích ở phần giữa phim "không biện minh được cho thời lượng dài lê thê đó". Tuy nhiên, anh cho rằng tác phẩm là "sự kết thúc phù hợp cho kỷ nguyên Craig". Kyle Smith của National Review cũng chỉ trích thời lượng của tác phẩm và mô tả đây là "chuyến du ngoạn kém thú vị và ảm đạm nhất trong toàn bộ loạt phim Bond". Clarisse Loughrey của The Independent nhận định bộ phim không có gì đáng chú ý và gây thất vọng: ý tưởng cốt lõi của nó về vũ khí sinh học hủy diệt hàng loạt được mô tả là "điều vô nghĩa về thể loại điệp viên nói chung", trong khi cô cảm thấy rằng Rami Malek "hầu như không mang lại gì cho vai diễn ngoài chất giọng và lối trang điểm quái dị rập khuôn của mình". David Sexton của New Statesman viết rằng bộ phim "cho thấy dấu hiệu của việc thoát ra khỏi một quy trình sản xuất quá cầu kỳ và mẫn cảm với thị trường", anh nói thêm: "Bộ phim truyền tải các tình tiết mà lại không cố gắng tạo nên một cảm giác dồn dập bí bách, gần giống như một bộ phim hợp tuyển hay re-mix vậy." Brian Tallerico của RogerEbert.com đã chấm cho bộ phim 2/4 sao, viết rằng: "Đối với một tượng đài dường như đã được xây dựng khéo léo giữa nét cổ điển của một nhân vật vượt thời gian với một phong cách mới mẻ, uy lực hơn, có lẽ điểm trừ lớn nhất của [bộ phim] là nó chưa làm được tốt hơn các bộ phim trước đó của Craig."

### Giải thưởng
Tại giải Oscar lần thứ 94, Không phải lúc chết đã nhận được đề cử cho hạng mục Hòa âm xuất sắc nhất và Hiệu ứng hình ảnh xuất sắc nhất, đồng thời đoạt giải Ca khúc trong phim hay nhất, trở thành bộ phim thứ ba làm được điều này sau Tử địa Skyfall và Spectre. Những đề cử khác của tác phẩm bao gồm 5 giải thưởng Điện ảnh Viện Hàn lâm Anh Quốc (thắng một giải), 2 giải Lựa chọn của giới phê bình điện ảnh (thắng một giải) và 1 giải Quả cầu vàng (đã giành giải).